# Chiloglanis swierstrai
Chiloglanis swierstrai es una especie de peces de la familia Mochokidae en el orden de los Siluriformes.

## Morfología
• Los machos pueden llegar alcanzar los 7 cm de longitud total.

## Hábitat
Es un pez de agua dulce.

## Distribución geográfica
Se encuentran en África: Mozambique, Suazilandia, Sudáfrica y Zimbabue, desde el río Pongola hasta el Limpopo.